# Vito Cornolti
Vito Cornolti (Zogno, 13 agosto 1959) è un ex maratoneta e fondista di corsa in montagna italiano.

## Biografia
È nato il 13 agosto 1959 a Zogno, in provincia di Bergamo. Nel 1986 ha partecipato ai Mondiali di corsa in montagna, piazzandosi in quinta posizione nella distanza corta con il tempo di 47'23" e vincendo la medaglia d'oro a squadre.

## Palmarès
| Anno | Manifestazione                | Sede     | Evento         | Risultato | Prestazione | Note |
| ---- | ----------------------------- | -------- | -------------- | --------- | ----------- | ---- |
| 1986 | Mondiali di corsa in montagna | Morbegno | Distanza corta | 5º        | 47'23"      |      |
| 1986 | Mondiali di corsa in montagna | Morbegno | A squadre      | Oro       | 7 p.        |      |

## Campionati nazionali
1984
- 6º ai campionati italiani di corsa in montagna
- Bronzo ai campionati italiani di corsa in montagna a staffetta (in squadra con Pier Alberto Tassi e Claudio Bonzi)

1986
- 8º ai campionati italiani di corsa in montagna

1988
- 19º ai campionati italiani di corsa campestre - 37'06"

1990
- 31º ai campionati italiani di corsa campestre

1991
- Argento ai campionati italiani di combinata (Cross - Strada - Montagna - 10000 in pista)

1994
- Bronzo ai campionati italiani di corsa in montagna a staffetta (in squadra con Togni ed Invernizzi)

## Altre competizioni internazionali
1982
- Argento al Cross di Ponte San Pietro ( Ponte San Pietro)
- 5º al Cross di Madone ( Madone)
- 8º alla Scalata allo Zucco ( San Pellegrino Terme)
- Oro alla Cronoscalata a coppie di Stabello ( Stabello) (in squadra con Gianfranco Baldaccini)

1983
- Bronzo alla Mezza maratona di Brescia ( Brescia)
- Oro al Cross di Grassobbio ( Grassobbio)

1984
- 20º al Cross dell'Altopiano ( Clusone)
- 4º alla Scalata allo Zucco ( San Pellegrino Terme)

1985
- Oro al Trofeo Normanni ( San Pellegrino Terme)
- Argento al Cross di Ponte San Pietro ( Ponte San Pietro)
- 11º alla Scalata allo Zucco ( San Pellegrino Terme) - 1h15'38"
- Argento all'Erba-Capanna Mara (in squadra con Ruggero Bassanelli)

1986
- 11º alla Maratona di Firenze ( Firenze) - 2h22'01"
- 14º alla Stramilano ( Milano) - 1h04'42"
- 5º al Giro Media Blenio ( Dongio)
- Bronzo alla Ponte in Fiore ( Ponte in Valtellina), 9,4 km - 28'56"
- 24º al Campaccio ( San Giorgio su Legnano) - 38'58"
- 4º al Cross dell'Altopiano ( Clusone) - 20'18"
- Oro al Cross di Sant'Omobono ( Sant'Omobono Terme)
- Argento alla Darfo-Cervera ( Darfo Boario Terme)

1987
- 5º alla Maratona di Cesano Boscone ( Cesano Boscone) - 2h17'28"
- 7º alla Maratona di Bologna ( Bologna) - 2h17'59"
- Argento alla Milano-Pavia ( Milano-Pavia), 32 km - 1h45'14"
- Argento alla Maratonina delle Quattro Porte ( Pieve di Cento) - 1h05'06"
- Oro alla Mezza maratona del Ticino ( Tenero-Contra) - 1h06'29"
- Oro alla Maratonina dell'Epifania ( Cremona-Casalmorano) - 1h06'06"
- Oro al Trofeo Alberto Zanni ( Vertova)[1]
- 4º al Cross dell'Altopiano ( Clusone)

1988
- 49º alla Maratona di Londra ( Londra) - 2h20'59"[2]
- 7º alla Mezza maratona di Monza ( Monza) - 1h04'38"
- 7º alla Mezza maratona di Gualtieri ( Gualtieri) - 1h05'04"
- 9º alla Maratonina delle Quattro Porte ( Pieve di Cento) - 1h06'24"
- 9º alla Corrida di San Geminiano ( Modena), 13,1 km - 40'13"
- Oro al Trofeo Alberto Zanni ( Vertova)[1]
- Oro alla Cronocoppie di Bellusco ( Bellusco) (in squadra con Aldo Fantoni)
- 30º alla Cinque Mulini ( San Vittore Olona) - 35'04"
- 4º al Cross dell'Altopiano ( Clusone)
- 4º al Cross di Omate ( Omate)
- Oro al Cross di Lentate sul Seveso ( Lentate sul Seveso)
- 10º al Cross di Cernusco Lombardone ( Cernusco Lombardone)
- Oro al Trofeo dei Caprioli ( Roncobello)

1989
- 10º alla Maratona di Palermo ( Palermo) - 2h22'07"
- 17º alla Mezza maratona di Monza ( Monza) - 1h06'17"
- 13º alla Maratonina delle Quattro Porte ( Pieve di Cento) - 1h06'32"
- Oro alla Maratonina d'Autunno ( Novi Ligure) - 1h09'10"

1990
- Oro al Trofeo Sempione ( Milano)
- Oro ai Diecimila di Presezzo ( Presezzo)
- Oro al Giro delle Cinque Porte ( Cremona) - 20'48"
- 7º alla Camminata del Delta
- Oro alla Marcia del Torrone ( Cremona)
- 44º nella Coppa dei Campioni di cross ( Albufeira) - 32'03"
- Oro al Cross di Rovetta ( Rovetta)
- Bronzo al Cross di Ranica ( Ranica)
- Oro alla Staffetta di Carenno ( Carenno) (in squadra con Pasinetti)
- Oro alla Mezzoldo-Ca' San Marco ( Mezzoldo)

1991
- Oro alla Maratonina dell'Epifania ( Cremona-Casalmorano) - 1h07'53"
- Oro alla Mezza maratona di Ostiano ( Ostiano)
- Oro al Trofeo Sempione ( Milano)
- 5º alla Ponte in Fiore ( Ponte in Valtellina), 9,4 km - 29'59"
- Argento al Cross delle Regioni ( Fiera di Primiero)
- Oro al Cross di Vigolo Baselga ( Vigolo Baselga)
- Oro al Cross di Omate ( Omate)
- Oro al Cross di Azzano ( Azzano San Paolo)
- Oro al Cross della Santissima ( Gussago)
- Oro al Cross di Inveruno ( Inveruno)
- Oro alla Scalata allo Zucco ( San Pellegrino Terme) - 43'01"[3]

1992
- Oro alla Mezza maratona di Ostiano ( Ostiano)
- Oro al Cross di Rovetta ( Rovetta)

1993
- Oro al Cross di Persico Dosimo ( Persico Dosimo)
- Oro all'Erba-Capanna Mara - 43'49"[4] (in squadra con Tomelleri)

1994
- Oro al Trofeo Jack Canali ( Albavilla) - 37'06"[5]
- Argento alla Roncobello-Laghi Gemelli ( Roncobello)
- Oro all'Erba-Capanna Mara - 43'10"[4] (in squadra con Franco Togni)